# Чехрак (селище)
Чехрак (рос. Чехрак; адиг. Щэхъурадж) — селище Кошехабльського району Адигеї Росії. Входить до складу Дмитрієвського сільського поселення.
Населення — 520 осіб (2015 рік).

## Вулиці
Усього 12 вулиць:
- Весела,
- Зелена,
- Коротка,
- Леніна,
- Травнева,
- Набережна,
- Нова,
- Спокійна,
- Степова,
- Центральна,
- Шкільна,
- Шосейна.